# Раднички (футбольный клуб, Белград)
«Раднички Белград» (серб. ФК Раднички Беогpaд) — сербский футбольный клуб из города Новый Белград, в округе Белград в центральной Сербии. Клуб основан 20 апреля 1920 года, в Белграде, несмотря на то что впоследствии клуб перебрался в Нови-Београд, в официальном названии клуба остался Белград. Домашние матчи проводит на стадионе «Раднички», вмещающем 5 000 зрителей. Лучшим результатом команды являются 3-е места в Первая лига Югославии в сезонах 1955/56, 1957/58.

## История
В конце 50-х и начале 60-х годов 20-го века провёл девять сезонов в высшем дивизионе чемпионата Югославии, и дважды, в 1956 и 1958 годах занимал в нём 3-е место. В сезоне 1956/57 вышел в финал Кубка Югославии в котором проиграл в драматичном поединке «Партизану» со счётом 3:5, причём после первого тайма «Раднички» выигрывал со счётом 3:0, но во втором тайме пропустил 5 мячей. В чемпионатах Союзной Республики Югославия «Раднички» провёл 5 сезонов, последним из которых стал сезон 2004/05, лучший результат 8-е место в сезоне 1993/94. В 2005 году у клуба возникли финансовые трудности и он был переведён в 3-й дивизион, а через несколько лет он вылетел и в 4-й дивизион.

## Достижения
- Сретенский орден I степени (2020)[1].

- Первая лига Югославии
  - 3-е место (2): 1955/56, 1957/58
- Первая лига Сербии
  - Чемпион: 2003/04
- Кубок Югославии
  - Финалист: 1956/57